# Nati nel 1942/Agosto
| Questa pagina contiene informazioni ricavate automaticamente dalle voci biografiche con l'ausilio del template Bio e di un bot. L'aggiornamento è periodico e automatico e ricostruisce completamente la pagina. Se manca una persona in questa lista, sei pregato di non aggiungerla, ma accertati piuttosto che la sua voce biografica contenga il template Bio e che i dati anagrafici siano correttamente compilati. Se il template Bio manca, inseriscilo tu stesso o, in alternativa, metti l'avviso {{tmp\|Bio}} che ne segnala la mancanza. Se i dati riportati sono sbagliati, correggi direttamente la voce biografica; le modifiche saranno visibili in questa lista entro pochi giorni. Per chiarimenti vedi il progetto biografie. La lista contiene solo le 227 persone che sono citate nell'enciclopedia e per le quali è stato implementato correttamente il template Bio. Pagina aggiornata al 2 lug 2025. |

- 1º agosto - Kent Andersson, pilota motociclistico svedese († 2006)
- 1º agosto - Piero Bellotti, lottatore italiano († 2022)
- 1º agosto - Jerry Garcia, chitarrista, cantante e compositore statunitense († 1995)
- 1º agosto - Giancarlo Giannini, attore, doppiatore e regista italiano
- 1º agosto - Jean-Marie Jouaret, cestista francese († 2023)
- 1º agosto - Maurice McHartley, ex cestista statunitense
- 1º agosto - Alfredo Pizzo Greco, artista italiano († 2013)
- 1º agosto - Adriano Sofri, scrittore, opinionista e attivista italiano
- 2 agosto - Isabel Allende, scrittrice e giornalista cilena
- 2 agosto - Leo Beenhakker, allenatore di calcio olandese († 2025)
- 2 agosto - Paolo Borghi, scultore italiano
- 2 agosto - Vladimír Dzurilla, hockeista su ghiaccio cecoslovacco († 1995)
- 2 agosto - Louis Falco, ballerino e coreografo statunitense († 1993)
- 2 agosto - Bob Netolicky, ex cestista statunitense
- 2 agosto - Ilija Pantelić, calciatore jugoslavo († 2014)
- 2 agosto - Romano Vaccarella, giurista italiano
- 3 agosto - Piero Gilardi, scultore italiano († 2023)
- 3 agosto - Alberto Papuzzi, giornalista e saggista italiano († 2022)
- 3 agosto - Leena Saraste, fotografa finlandese
- 3 agosto - Hugo Simon, cavaliere austriaco
- 4 agosto - Bernard Barsi, arcivescovo cattolico francese († 2022)
- 4 agosto - Laura Cima, politica italiana
- 4 agosto - Rod Daniel, regista statunitense († 2016)
- 4 agosto - Don S. Davis, attore statunitense († 2008)
- 4 agosto - David Lange, politico neozelandese († 2005)
- 4 agosto - Federico Guglielmo Lento, politico italiano († 2010)
- 4 agosto - Jean-Marie Luton, ingegnere francese († 2020)
- 4 agosto - Raffaele Morese, sindacalista italiano
- 5 agosto - Angelo Airoldi, sindacalista italiano († 1999)
- 5 agosto - Joe Boyd, produttore discografico statunitense
- 5 agosto - Oswaldo Brenes Álvarez, vescovo cattolico costaricano († 2013)
- 5 agosto - Heidrun Hartmann, botanica tedesca († 2016)
- 5 agosto - Rocco Incardona, scultore, pittore e poeta italiano († 2007)
- 5 agosto - Robert Psenner, hockeista su ghiaccio italiano († 2011)
- 5 agosto - Sergio Ramírez, scrittore e politico nicaraguense
- 5 agosto - Domenico Verile, politico italiano
- 6 agosto - Massimiliano Fachini, politico e terrorista italiano († 2000)
- 6 agosto - Evelyn Hamann, attrice e doppiatrice tedesca († 2007)
- 6 agosto - George Jung, criminale statunitense († 2021)
- 6 agosto - Wolfgang Krätschmer, fisico tedesco
- 6 agosto - Ethel Ward Petersen, nuotatrice danese
- 6 agosto - Jimmy Valiant, ex wrestler e scrittore statunitense
- 6 agosto - Peter Weinberger, informatico statunitense
- 7 agosto - Kazimierz Barburski, schermidore polacco († 2016)
- 7 agosto - Tobin Bell, attore statunitense
- 7 agosto - Sigfried Held, ex calciatore e allenatore di calcio tedesco
- 7 agosto - Garrison Keillor, scrittore e sceneggiatore statunitense
- 7 agosto - Massimiliana Landini Aleotti, imprenditrice italiana
- 7 agosto - Carlos Monzón, pugile e attore argentino († 1995)
- 7 agosto - Masa Saito, wrestler giapponese († 2018)
- 7 agosto - Michele Massimo Tarantini, regista, sceneggiatore e montatore italiano
- 7 agosto - B. J. Thomas, cantante e musicista statunitense († 2021)
- 7 agosto - Caetano Veloso, cantautore e chitarrista brasiliano
- 8 agosto - Sergio Cola, politico italiano
- 8 agosto - Giannetto De Rossi, truccatore, regista e effettista italiano († 2021)
- 8 agosto - Anikó Ducza, ex ginnasta ungherese
- 8 agosto - Edward Fender, slittinista polacco († 2021)
- 8 agosto - Tory Ann Fretz, ex tennista statunitense
- 8 agosto - John Gustafson, bassista e cantante britannico († 2014)
- 8 agosto - John Paul Meier, biblista e presbitero statunitense († 2022)
- 8 agosto - Tommaso Pompei, dirigente d'azienda italiano
- 9 agosto - Giovanni Amabile, politico italiano
- 9 agosto - Jack DeJohnette, batterista statunitense
- 9 agosto - Jane Fortune, storica dell'arte, giornalista e filantropa statunitense († 2018)
- 9 agosto - Bud Koper, ex cestista statunitense
- 9 agosto - Miguel Littín, regista, sceneggiatore e scrittore cileno
- 9 agosto - Karol Sidon, rabbino, scrittore e drammaturgo ceco
- 10 agosto - Agepê, cantante e compositore brasiliano († 1995)
- 10 agosto - John Bailey, direttore della fotografia e regista statunitense († 2023)
- 10 agosto - Betsey Johnson, stilista statunitense
- 10 agosto - Giovanni Lodetti, calciatore italiano († 2023)
- 10 agosto - Federico Prosperi, regista e produttore cinematografico italiano
- 10 agosto - Heide Schildknecht, ex tennista tedesca
- 10 agosto - Vadym Sosnychin, calciatore sovietico († 2003)
- 10 agosto - Toninho Guerreiro, calciatore brasiliano († 1990)
- 11 agosto - Bita, calciatore brasiliano († 1992)
- 11 agosto - Maura Monti, attrice, conduttrice televisiva e giornalista italiana
- 11 agosto - Laurel Goodwin, attrice statunitense († 2022)
- 11 agosto - Estela López, cestista paraguaiana († 2009)
- 11 agosto - Otis Taylor, giocatore di football americano statunitense († 2023)
- 11 agosto - Giovanna Tealdi, politica italiana
- 12 agosto - Elizabeth Franks, ex cestista australiana
- 12 agosto - Kōji Funamoto, ex calciatore giapponese
- 12 agosto - Eric McMordie, ex calciatore nordirlandese
- 12 agosto - David Munrow, flautista britannico († 1976)
- 12 agosto - Clara Nunes, cantante brasiliana († 1983)
- 12 agosto - Bianca Pitzorno, scrittrice, autrice televisiva e traduttrice italiana
- 12 agosto - Martin E. P. Seligman, psicologo e saggista statunitense
- 13 agosto - Mostafa Arab, ex calciatore iraniano
- 13 agosto - Adriano Bernardini, arcivescovo cattolico e diplomatico italiano
- 13 agosto - Georges Carnus, ex calciatore francese
- 13 agosto - Hissène Habré, politico ciadiano († 2021)
- 13 agosto - Robert Stewart, ex astronauta statunitense
- 13 agosto - Kriengsak Vimolsate, ex calciatore thailandese
- 14 agosto - Alberto Abruzzese, sociologo, scrittore e saggista italiano
- 14 agosto - Molefi Kete Asante, scrittore e filosofo statunitense
- 14 agosto - Francisco Labastida, politico e economista messicano
- 14 agosto - Silvio Lanaro, storico italiano († 2013)
- 14 agosto - Bryan Morrison, imprenditore e giocatore di polo britannico († 2008)
- 14 agosto - Jackie Oliver, ex pilota automobilistico britannico
- 14 agosto - Eugenio Riccio, avvocato e politico italiano
- 14 agosto - Son Seals, chitarrista e cantante statunitense († 2004)
- 14 agosto - Xie Fei, regista e sceneggiatore cinese
- 15 agosto - Raffaella De Vita, cantautrice e attrice italiana († 2006)
- 15 agosto - Franco Mimmi, giornalista e scrittore italiano
- 15 agosto - Alevtina Oljunina, ex fondista sovietica
- 15 agosto - Friede Springer, editrice e politica tedesca
- 15 agosto - Franco Giuseppe Tonolini, ex arbitro di calcio italiano
- 16 agosto - George Eastman, attore, sceneggiatore e regista italiano
- 16 agosto - Dietrich Hollinderbäumer, attore tedesco
- 16 agosto - Les Hunter, cestista statunitense († 2020)
- 16 agosto - Andy Stoglin, cestista e allenatore di pallacanestro statunitense († 2024)
- 16 agosto - Lesley Turner, ex tennista australiana
- 17 agosto - Michel Creton, attore francese
- 17 agosto - John Eshun, allenatore di calcio e calciatore ghanese († 2018)
- 17 agosto - John Tyrrell, musicologo britannico († 2018)
- 18 agosto - Rosalba Benzoni, politica italiana
- 18 agosto - Michał Butkiewicz, ex schermidore polacco
- 18 agosto - Erna Schürer, attrice e ex modella italiana
- 18 agosto - Michel Kafando, politico burkinabé
- 18 agosto - Jürgen Kissner, pistard tedesco († 2019)
- 18 agosto - Catharina Lodders, modella olandese
- 18 agosto - Franco Pavoni, allenatore di calcio e ex calciatore italiano
- 18 agosto - Henry G. Sanders, attore statunitense
- 18 agosto - Sabine Sinjen, attrice tedesca († 1995)
- 18 agosto - Adriano Tagliavia, montatore e regista italiano
- 19 agosto - Eleonora Bianchi, attrice italiana
- 19 agosto - Jean-Paul Fitoussi, economista francese († 2022)
- 19 agosto - David Miller, filosofo britannico († 2024)
- 19 agosto - Mario Rossi, ex terrorista italiano
- 19 agosto - David Scott Morgan, chitarrista britannico
- 19 agosto - Fred Dalton Thompson, avvocato, politico e attore statunitense († 2015)
- 19 agosto - Milan Vukić, scacchista bosniaco
- 20 agosto - Jean Baeza, calciatore francese († 2011)
- 20 agosto - Bruno Concina, fumettista e scrittore italiano († 2010)
- 20 agosto - Alison Des Forges, storica e attivista statunitense († 2009)
- 20 agosto - Isaac Hayes, cantante, compositore e attore statunitense († 2008)
- 20 agosto - Bernardo Hernández Villaseñor, ex calciatore messicano
- 20 agosto - Hannelore Hoger, attrice tedesca († 2024)
- 20 agosto - Bernd Kannenberg, marciatore tedesco († 2021)
- 20 agosto - Hans-Joachim Klein, ex nuotatore tedesco occidentale
- 20 agosto - Petr Kment, lottatore cecoslovacco († 2013)
- 20 agosto - Jacquelyn Mayer, ex modella statunitense
- 20 agosto - Gilbert Moses, regista statunitense († 1995)
- 20 agosto - Göran Nicklasson, calciatore svedese († 2018)
- 20 agosto - Anthony Numkena, attore statunitense
- 20 agosto - Aldo Strada, ex calciatore italiano
- 21 agosto - Jack Burkett, allenatore di calcio e ex calciatore inglese
- 21 agosto - Maria Kaczyńska, economista e first lady polacca († 2010)
- 21 agosto - Frédéric Lansac, regista francese († 1986)
- 21 agosto - Giovanni Lucchi, archettaio italiano († 2012)
- 21 agosto - Elton McGriff, cestista statunitense († 2011)
- 21 agosto - Ernst Welteke, economista, banchiere e politico tedesco
- 22 agosto - Velio Carratoni, giornalista, critico musicale e scrittore italiano
- 22 agosto - Néstor Manfredi, ex calciatore argentino
- 22 agosto - Uğur Mumcu, giornalista turco († 1993)
- 22 agosto - Harald Norpoth, ex mezzofondista tedesco
- 23 agosto - Larry Brezner, produttore cinematografico statunitense († 2015)
- 23 agosto - Letta Mbulu, cantante sudafricana
- 23 agosto - Patricia McBride, ballerina e docente statunitense
- 23 agosto - Nancy Richey, ex tennista statunitense
- 23 agosto - Susana Vieira, attrice, danzatrice e showgirl brasiliana
- 24 agosto - Barthélemy Adoukonou, vescovo cattolico beninese
- 24 agosto - Eraldo Bocci, ex ciclista su strada italiano
- 24 agosto - Cecco Bonanotte, scultore italiano
- 24 agosto - Gero Caldarelli, mimo e attore italiano († 2017)
- 24 agosto - Max Cleland, politico e militare statunitense († 2021)
- 24 agosto - Dai Qing, scrittrice e giornalista cinese
- 24 agosto - Howard Jacobson, scrittore, romanziere e umorista britannico
- 24 agosto - Patty Kempner, ex nuotatrice statunitense
- 24 agosto - Ernst-Joachim Küppers, nuotatore tedesco († 2025)
- 24 agosto - Egon Madsen, ballerino e direttore artistico danese
- 24 agosto - Giovanni Migliorati, vescovo cattolico e missionario italiano († 2016)
- 24 agosto - Abdollah Saedi, calciatore iraniano († 1977)
- 24 agosto - Jurij Sevidov, allenatore di calcio e calciatore sovietico († 2010)
- 24 agosto - Karen Uhlenbeck, matematica statunitense
- 25 agosto - Aida Accolla, ballerina italiana
- 25 agosto - Margarita Terechova, attrice sovietica
- 25 agosto - Aldo Bulzoni, politico italiano
- 25 agosto - Nathan Deal, politico statunitense
- 25 agosto - Will Frazier, cestista statunitense († 2018)
- 25 agosto - Ivan Koloff, wrestler canadese († 2017)
- 25 agosto - Margaret Murdock, ex tiratrice a segno statunitense
- 25 agosto - Paolo Petroni, scrittore italiano
- 26 agosto - John Blaha, ex astronauta statunitense
- 26 agosto - Vic Dana, cantante statunitense
- 26 agosto - Kirk Morris, attore e culturista italiano
- 26 agosto - Virgil Petrescu, politico, docente e ingegnere rumeno
- 26 agosto - Raffaele Piras, lunghista italiano († 2014)
- 26 agosto - Hubert Raudaschl, velista austriaco
- 27 agosto - Giuliano Adreani, dirigente d'azienda italiano
- 27 agosto - Tom Belsø, pilota automobilistico danese († 2020)
- 27 agosto - Domenico Falzier, ex arbitro di calcio italiano
- 27 agosto - Bill Ivy, pilota motociclistico britannico († 1969)
- 27 agosto - Örjan Persson, ex calciatore svedese
- 27 agosto - José Luis Ponce Alcázar, calciatore spagnolo († 2021)
- 27 agosto - Manolo Villanova, allenatore di calcio e ex calciatore spagnolo
- 28 agosto - Leonard L. Bailey, chirurgo statunitense († 2019)
- 28 agosto - Peter Bartlett, attore statunitense
- 28 agosto - Aleksandr Belavin, fisico russo
- 28 agosto - Giacomo Caliendo, politico e magistrato italiano († 2025)
- 28 agosto - Giorgio Casati, architetto e pittore italiano
- 28 agosto - Sterling Morrison, chitarrista e bassista statunitense († 1995)
- 28 agosto - Jorge Liberato Urosa Savino, cardinale e arcivescovo cattolico venezuelano († 2021)
- 28 agosto - José Eduardo dos Santos, politico, ingegnere e generale angolano († 2022)
- 29 agosto - Ermano De Col, politico italiano († 2022)
- 29 agosto - Pietro Giubilo, politico italiano
- 29 agosto - Ian Hancock, linguista e attivista inglese
- 29 agosto - Gottfried John, attore tedesco († 2014)
- 29 agosto - Gordana Kuić, scrittrice serba († 2023)
- 29 agosto - Márta Károlyi, allenatrice di ginnastica artistica rumena
- 29 agosto - Federico Lombardi, presbitero, giornalista e teologo italiano
- 29 agosto - Iginio Massari, pasticciere, personaggio televisivo e gastronomo italiano
- 29 agosto - Gillian Rubinstein, scrittrice inglese
- 29 agosto - Alberto Spelta, allenatore di calcio e ex calciatore italiano
- 29 agosto - Carmen Díez de Rivera, politica spagnola († 1999)
- 30 agosto - Emilio Alessandrini, magistrato italiano († 1979)
- 30 agosto - Gaia Germani, attrice italiana († 2019)
- 30 agosto - Judith Moffett, scrittrice statunitense
- 30 agosto - Sayed Tewfik el-Sayed, ex cestista egiziano
- 31 agosto - Gianluigi Da Rold, giornalista e scrittore italiano
- 31 agosto - Rodolfo Guzzi, fisico e scrittore italiano
- 31 agosto - Daniel Percheron, politico francese
- 31 agosto - Alessandro Pesenti-Rossi, pilota automobilistico italiano
- 31 agosto - Gérard Pirès, regista e sceneggiatore francese
- 31 agosto - Pedro Solbes, politico spagnolo († 2023)
- 31 agosto - William Tannen, regista, produttore cinematografico e sceneggiatore statunitense